# St. Michael (Lütgeneder)

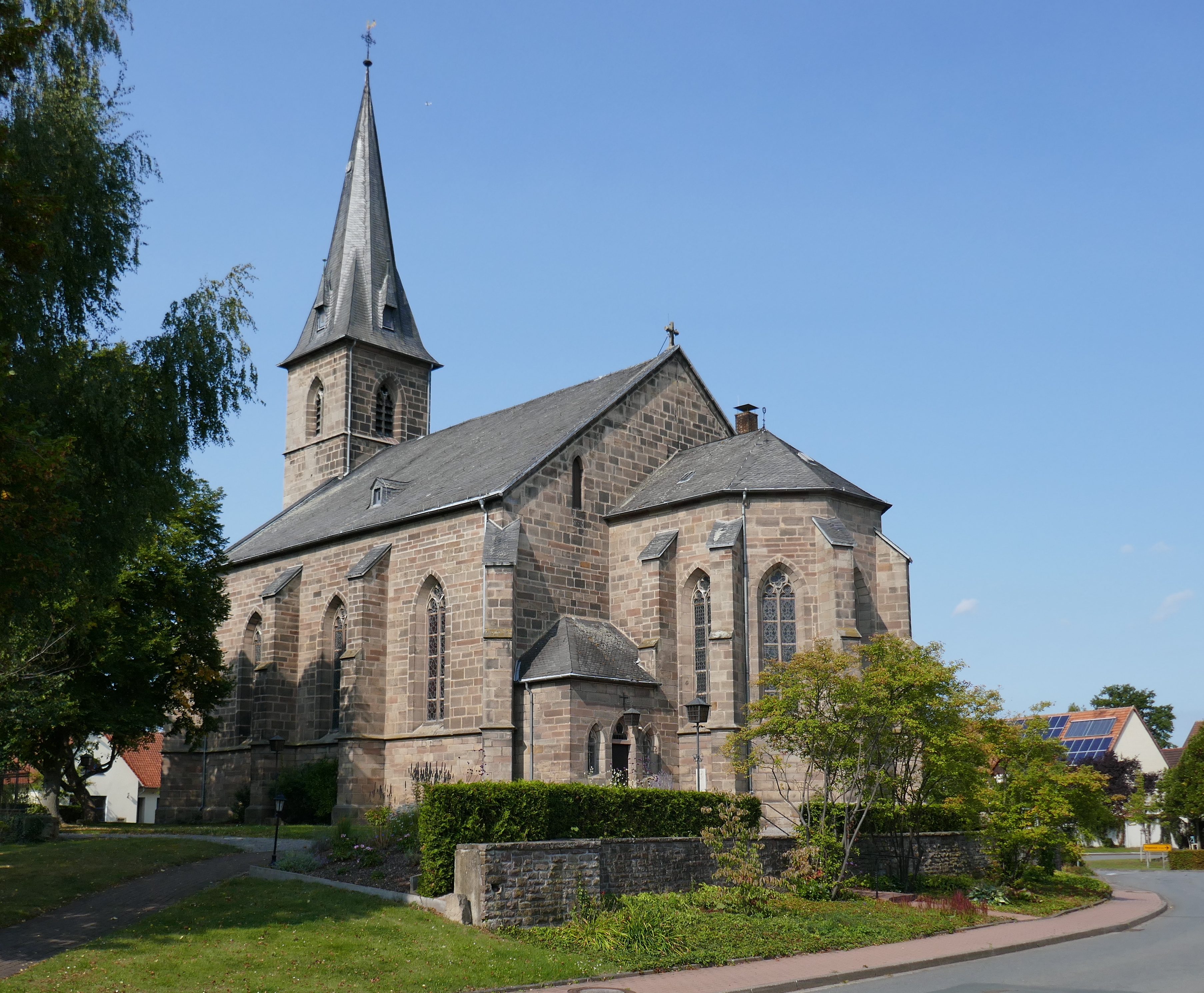
St. Michael in Lütgeneder

Die katholische Pfarrkirche St. Michael ist ein denkmalgeschütztes Kirchengebäude in der Dreier Straße in Lütgeneder, einem Ortsteil von Borgentreich im Kreis Höxter (Nordrhein-Westfalen).

## Geschichte und Architektur
Die frühe neugotische Hallenkirche wurde von 1850 bis 1852 von Conrad Franz Rembert Niermann über einem fast quadratischen Grundriss errichtet. Als Baumaterial dienten Sandsteinquader der Klosterkirche Hardehausen. Der Chor mit 5/8-Schluss ist eingezogen, der Westturm mit einem Spitzhelm ist vorgestellt. Der Turmhelm wurde 1897 von Fanz Mündelein erneuert.

## Orgel
Die derzeitige Orgel wurde unter Wiederverwendung des neugotischen Prospektes aus dem Jahr 1874 von der heimischen Firma Orgelbau Simon eingebaut. Sie ist über zwei Manuale und Pedal spielbar.

## Ausstattung
- In der Westwand befinden sich Nischen mit den Figuren aus Sandstein der Immaculata und des hl. Michael. Sie wurden 1852 von Joseph Hellweg angefertigt.
- Der Hochaltar wurde 1848 von Joseph Hillebrand gebaut, die Figuren wurden um 1908 ergänzt.
- Die hölzerne Kanzel von Joseph Hillebrand stammt aus der Bauzeit der Kirche.
- Ein Ölgemälde von Anton Joseph Stratmann zeigt den Kampf Michaels mit dem Drachen, es wurde 1854 gemalt und 1957 restauriert.
- Eine Pietà aus Holz ist im 17. Jahrhundert entstanden.